# Anillopsis
Anillopsis is een geslacht van kevers uit de familie van de loopkevers (Carabidae). De wetenschappelijke naam van het geslacht is voor het eerst geldig gepubliceerd in 1937 door Jeannel.

## Soorten
Het geslacht Anillopsis omvat de volgende soorten:
- Anillopsis capensis (Peringuey, 1896)
- Anillopsis franzi Basilewsky, 1971